# Elecciones municipales de Arabia Saudita de 2015
En el Reino de Arabia Saudita el 12 de diciembre de 2015 se celebraron unas elecciones municipales. Las dos elecciones anteriores, en 2005 y 2011, habían sido para la mitad de los asientos de los consejos municipales y estado abiertas a candidatos y votantes masculinos solamente. La elección de 2015 fue de dos tercios de los escaños del consejo, en 284 consejos municipales, con mujeres y hombres candidatos y votantes. Esta fue la primera elección en Arabia Saudita en la que a las mujeres les fue permitido votar, y la primera en la que se les permitió postularse para un cargo.

## Antecedentes
La mitad de los escaños en los consejos municipales en Arabia Saudita fueron elegidos en las elecciones de los hombres solamente en 2005 y 2011. Los consejos tienen poco poder en el país, que es una monarquía absoluta. Las mujeres saudíes hicieron campaña por el derecho a participar en las elecciones de 2011, organizándose a través de "Baladi" (Mi País) y la campaña de Revolución de las Mujeres Sauditas por el derecho de las mujeres a participar. Varias mujeres trataron de registrarse como electores en Jeddah, Riad y Dammam. Pocos días antes de que las elecciones de 2011 se llevaran a cabo, el rey Abdalá bin Abdulaziz anunció que las mujeres podrían participar como electores y candidatas en las elecciones de 2015. 
En las elecciones municipales de 2015, dos tercios de los asientos del consejo son elegidos posiciones, y las mujeres se les permite que los candidatos y los votantes.

## Resultados
En un hito histórico al menos 20 mujeres han sido elegidas para los consejos municipales de Arabia Saudí con la posibilidad de sumar una representante más debido a finiquitar un asunto legal electoral , donde el 12 de diciembre de 2015 se celebraron los primeros comicios electorales en los que éstas pudieron participar como votantes y candidatas por primera vez en la Historia de Arabia Saudita, según nuevos datos difundidos por una web afiliada al ministerio del Interior del Reino de Arabia Saudita y posteriormente confirmado por el portavoz de la comisión electoral del país Saudí Judaya al-Qahtan.  Los consejos municipales en Arabia Saudita se encargan de asuntos locales como la limpieza de las calles, la mantención de las zonas ajardinadas y la recolección de basura.
En total participaron en la cita electoral 702.542 personas, lo que supone un 47 por ciento de los inscritos para votar, que eligieron a 2.106 representantes de los consejos municipales. Entre las candidatas victoriosas figura Lama al Suleiman, una empresaria que ocupa el puesto de vicepresidenta de la Cámara de Comercio e Industria de Yeda y Hoda al Yarisi, también empresaria y miembro de la ejecutiva de la Cámara de Comercio e Industria de Riad, la capital Saudita. Los candidatos, 6.440, de los que solo 900 eran mujeres, tienen una semana para presentar sus recursos legales correspondientes al proceso electoral. La participación de las mujeres en Arabia Saudita  alcanzó el 80 por ciento en algunas zonas del país, fue posible gracias a un decreto real del año 2011, promulgado por el entonces rey Abdalá bin Abdelaziz, fallecido a principios de este año.